# Suddenly (песня)
Suddenly — сингл с дебютного альбома Эшли Тисдейл Headstrong, песня была выпущена в Германии 2 мая 2008 года третьим синглом и не была выпущена в США, став финальным синглом дебютного альбома.

## Информация о песне
Песня была написана Тисдейл и Джэнис Робинсон и спродюсирована Гайем Рошем. Тисдейл исполнила песню на рождественском мероприятии 75th Rockefeller Christmas Tree в Нью-Йорке, США. Издание Music Beat достаточно хорошо оценило песню, хотя и было замечено, что вокал Тисдейл недостаточно силён для лирической баллады такого масштаба.

## Клип
Режиссёром видео стал Скотт Спир, оно было выпущено 6 ноября 2007 года и вошло в DVD «Кое-что об Эшли». В клипе Тисдейл выступает на вымышленном концерте, стоя на белом фоне. В нём также показаны фрагменты DVD, процесс записи, Тисдейл в различные моменты своей жизни, в том числе во время тура «Классный мюзикл: Концерт», в эпизодах появляется Кара ДиоГарди. В конце видео Тисдейл приглашает парня (Джоша Хендерсона), с которым она знакомится в начале трилогии в видео «He Said She Said», в свою гримёрную.

## Список композиций
Макси CD-сингл
1. "Suddenly" (Альбомная версия) – 3:40
2. "Who I Am" (Неальбомный трек) – 3:17
3. "It's Life" (Неальбомный трек) – 3:47
4. "Suddenly" (Клип) – 4:09

22-трековый выпуск
1. "Suddenly" (Альбомная версия) – 3:40
2. "Who I Am" (Неальбомный трек) – 3:17

## Чарты
| Чарт (2008)          | Наивысшая позиция |
| -------------------- | ----------------- |
| German Singles Chart | 45                |

## Авторы и технический персонал
- Вокал – Эшли Тисдейл
- Продюсер – Гай Рош
- Инженер – Душьянт Бакта
- Авторы текста – Эшли Тисдейл, Джэнис Робинсон
- Звукооператор и дополнительное сведение – Мик Газауски
- Бэк-вокал – Джэнис Робинсон
- Пианино и синтезатор – Брюс Дуков, Гай Рош

## Сведения о релизах
| Регион         | Дата           | Лейбл                | Формат                      |
| -------------- | -------------- | -------------------- | --------------------------- |
| Дания          | 21 апреля 2008 | Warner Bros. Records | Цифровая загрузка           |
| Германия       | 2 мая 2008     | Warner Bros. Records | Цифровая загрузка, CD-сингл |
| Великобритания | 21 апреля 2008 | Warner Bros. Records | Цифровая загрузка           |